# 小坂井支線

1943年4月的配線略圖

小坂井支線（日语：／）是連接愛知縣寶飯郡小坂井町（現時：豐川市）伊奈站至同縣同郡同町小坂井站之間的名古屋鐵道（名鐵）的鐵道路線。

## 概要
在開業時，全線為雙線鐵路。當時使用該支線的列車包括：在正月時駛入飯田線前往豐川稻荷的臨時急行、駛向中部天龍站的「天龍號」、從近鐵名古屋線直通至豐川的團體列車、在田口鐵道線（後來與豐橋鐵道合併，1968年廢除）營業時代，設有列車駛往鳳來寺站的賞楓團體列車。後來隨著豐川線全線開通，支線於1954年廢除。

## 路線資料
※如沒有特別指明，資料截至路線廢除前一刻
- 路線距離（營業距離）：1.2公里
- 軌距：1067毫米
- 車站數目：2座（包括起終點站）
- 雙線區間：沒有（全程單線）
- 電氣化區間：全線（直流1500V）

## 歷史
- 1926年（大正15年）4月1日 - 愛知電氣鐵道（日语：愛知電気鉄道）東岡崎至小坂井之間開業[3]。開設班次直通至豐川鐵道（飯田線前身）豐川站[1]。
- 1927年（昭和2年）6月1日 - 伊奈[4][5]至吉田（現時：豐橋）之間開業[6]。使伊奈至小坂井之間變為支線[1]。
- 1944年（昭和19年）6月 - 伊奈至小坂井之間變為單線鐵路[2]。
- 1954年（昭和29年）12月25日 - 伊奈至小坂井之間廢除[7]。

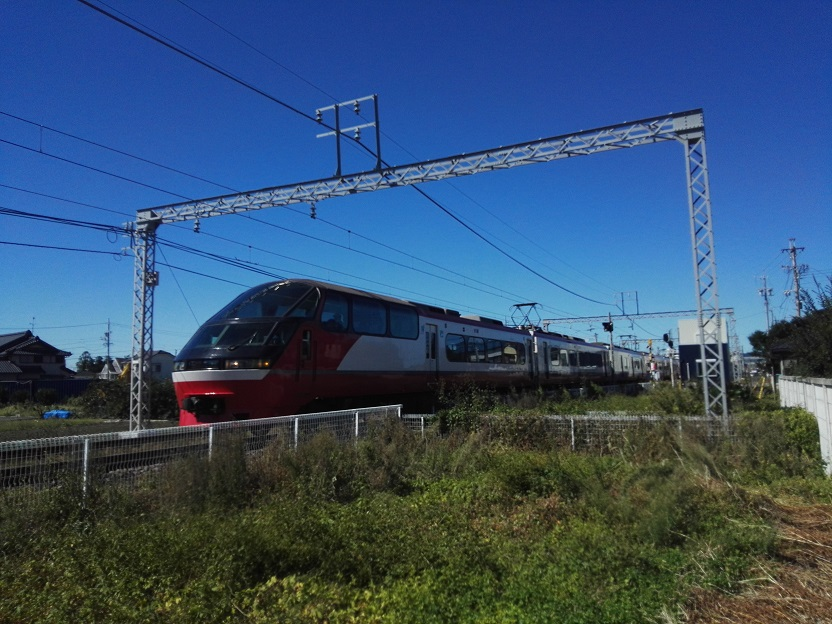
伊奈站的南方設有四線鐵路架空電纜柱。在小坂井支線廢除後繼續保留。
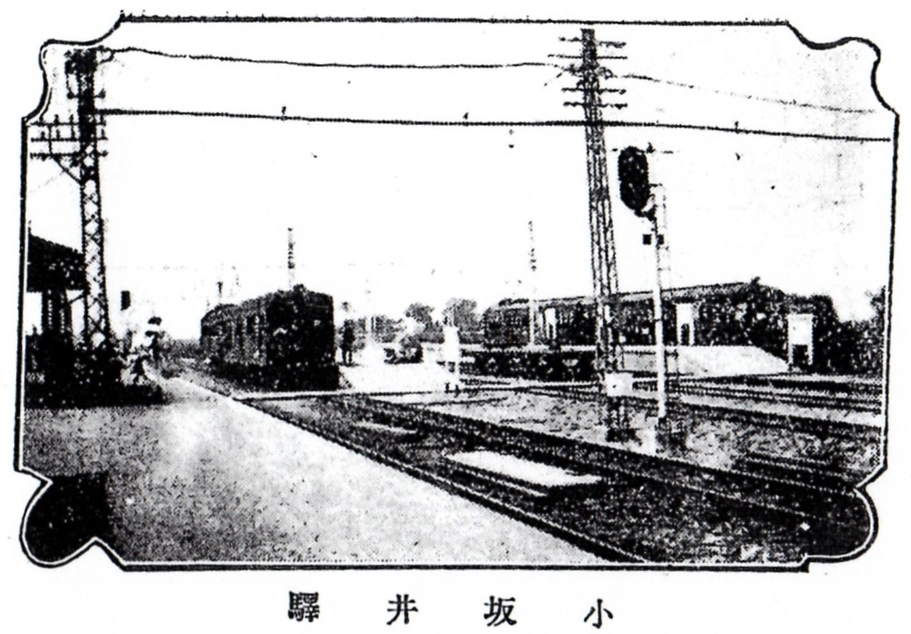
營業時期的小坂井站月台。前方為豐川鐵道，後方為愛知電氣鐵道。
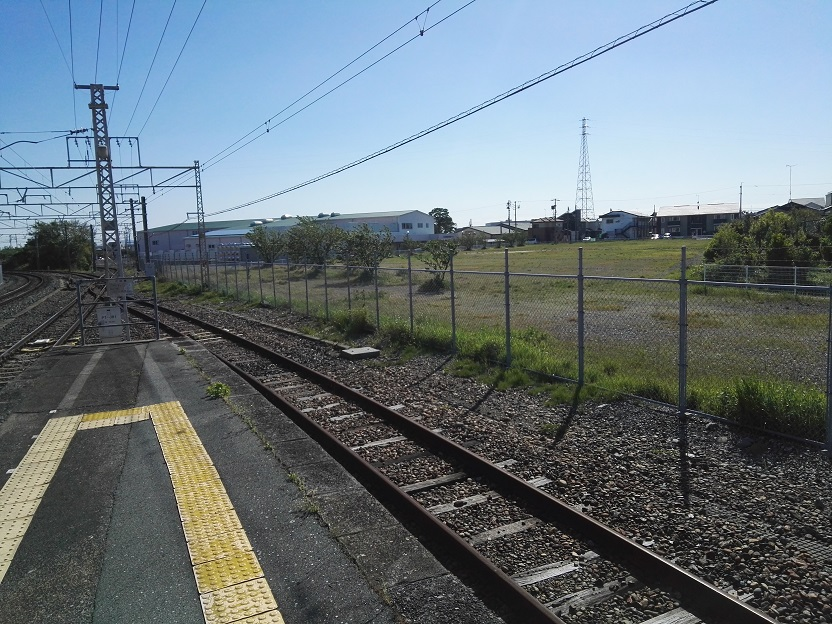
現時的小坂井站月台望向小坂井支線方向。

## 車站列表
- 以下車站列表取自廢除前一刻[8][9]。
- 所有車站、電車站位於愛知縣寶飯郡小坂井町內。

| 中文站名 | 日文站名 | 英文站名 | 營業 距離 | 接續路線               |
| -------- | -------- | -------- | --------- | ---------------------- |
| 伊奈     | 伊奈     | Ina      | 0.0       | 名古屋鐵道：名古屋本線 |
| 小坂井   | 小坂井   | Kozakai  | 1.2       | 日本國有鐵道：飯田線   |

## 注腳
1. 1 2 3 4  德田耕一《名鉄の廃線を歩く》JTB，2001年，p.110
2. 1 2 3  德田耕一《名鉄の廃線を歩く》JTB，2001年，p.111
3. ↑  「地方鉄道運輸開始」《官報》1926年4月9日（國立國會圖書館數碼化收藏）
4. ↑  澤田幸雄 「名鉄の駅，構内設備の思い出」（《鐵道畫刊（日语：鉄道ピクトリアル） No.816　2009年3月号臨時増刊》電氣車研究會（日语：電気車研究会），2009年）p.144
5. ↑  日本鉄道旅行地図帳 追加・訂補 7号 東海 （页面存档备份，存于）（日語） - 飯道Forum
6. ↑  「地方鉄道運輸開始」《官報》1927年6月11日（國立國會圖書館數碼化收藏）
7. ↑  德田耕一《名鉄の廃線を歩く》JTB，2001年，p.171
8. ↑  今尾惠介（監修）.  7 東海. 新潮社. 2008: 43. ISBN 978-4-10-790025-8 （日语）.
9. ↑  日本鉄道旅行地図帳 追加・訂補 7号 東海 （页面存档备份，存于）（日語） - 鐵道Forum